# Elina Bornová
Elina Bornová (* 29. června 1994 Lehtse) je estonská zpěvačka pop music. V roce 2012 se zúčastnila talentové soutěže Eesti otsib superstaari, v níž obsadila druhé místo. Spolupracuje se zpěvákem a skladatelem Stigem Rästou – s písní „Goodbye to Yesterday“ vyhráli v roce 2015 soutěž Eesti Laul a reprezentovali Estonsko na Eurovision Song Contest 2015, kde obsadili ve finále sedmé místo. V čele estonské hitparády byly její písně „Miss Calculation“ a „Goodbye to Yesterday“. Hostovala také na nahrávce Tamar Kaprelianové „The Otherside“ a s Jüri Pootsmannem nahrála duet „Jagatus Saladus“.

## Diskografie

### Alba
- 2015: Elina Born

### Singly
- 2012: „Enough“
- 2013: „Miss Calculation“
- 2014: „Mystery“
- 2015: „Goodbye to Yesterday“ (feat. Stig Rästa)
- 2015: „Kilimanjaro“
- 2017: „In or Out“
- 2018: „Jagatud Saladus“ (feat. Jüri Pootsmann)
- 2019: „Tagasi Me“
- 2019: „Kordumatu“
- 2020: „Niiea“
- 2021: „Linnuteid“